# Elezioni europee del 2014 in Lettonia
Le elezioni del 2014 per il Parlamento europeo in Lettonia si sono tenute il 24 maggio.

## Risultati
| Liste  | Liste                                                        | Gruppo    | Voti    | %     | +/-   | Seggi | +/-     |
| ------ | ------------------------------------------------------------ | --------- | ------- | ----- | ----- | ----- | ------- |
|        | Unità (V)                                                    | PPE       | 204.979 | 46,56 | nuovo | 4     | nuovo   |
|        | Alleanza Nazionale (NA)                                      | ECR       | 63.229  | 14,36 | nuovo | 1     | nuovo   |
|        | Partito Socialdemocratico "Armonia" (SDPS)                   | S&D       | 57.863  | 13,14 | -     | 1     | Stabile |
|        | Unione dei Verdi e degli Agricoltori (ZZS)                   | EFDD      | 36.637  | 8,32  | 4,46  | 1     | 1       |
|        | Unione Russa di Lettonia (LKS)                               | Verdi/ALE | 28.303  | 6,43  | 3,28  | 1     | Stabile |
|        | Partito Politico "Alternativa"                               | -         | 16.566  | 3,76  | nuovo | -     | -       |
|        | Alleanza Lettone delle Regioni (LRA)                         | -         | 11.035  | 2,51  | nuovo | -     | -       |
|        | Per lo Sviluppo della Lettonia (LA)                          | -         | 9.421   | 2,14  | nuovo | -     | nuovo   |
|        | Partito Socialista di Lettonia (LSP)                         | -         | 6.817   | 1,55  | -     | -     | 1       |
|        | Partito Socialdemocratico dei Lavoratori di Lettonia (LSDSP) | -         | 1.462   | 0,33  | 3,46  | -     | Stabile |
|        | Unione Democratica Cristiana (KDS)                           | -         | 1.453   | 0,33  | -     | -     | -       |
|        | Partito della Rinascita di Lettonia                          | -         | 1.252   | 0,28  |       | -     | -       |
|        | Per una Repubblica Presidenziale                             | -         | 672     | 0,15  | -     | -     | -       |
|        | Sovranità                                                    | -         | 599     | 0,14  | -     | -     | -       |
| Totale | Totale                                                       | Totale    | 440.288 |       |       | 8     |         |

Rispetto alle precedenti elezioni europee del 2009:
- Unità nasce dalla fusione di Unione Civica, Nuova Era e Società per un'Altra Politica, che avevano complessivamente ottenuto il 24,84% dei voti e 3 seggi;
- Alleanza Nazionale nasce dalla fusione di Per la Patria e la Libertà/LNNK e Tutto per la Lettonia, che avevano complessivamente ottenuto il 10,26% dei voti e un seggio;
- il Partito Socialdemocratico "Armonia" e il Partito Socialista di Lettonia si erano presentati congiuntamente nell'alleanza Centro dell'Armonia, che aveva ottenuto il 19,57% dei voti e due seggi;
- l'Unione Russa di Lettonia era denominata Per i Diritti Umani nella Lettonia Unita.